# Station Puget-Ville
Station Puget-Ville is een spoorwegstation in de Franse gemeente Puget-Ville.